# Диметилсульфід
Димети́лсульфі́д  — органічна сполука сірки з формулою (CH3)2S, один з найпростіших тіоетерів. Диметилсульфід є водонерозчинною горючою рідиною, що кипить при 37 °C і має сильний характерний неприємний запах. Ця речовина утворюється при гнитті деяких овочів, таких як кукурудза, капуста і буряк, та морепродуктів. Ця речовина також є індикатором бактеріального забруднення солода, що використовується в пивоварінні. Диметилсульфід зазвичай є продуктом розпаду диметилсульфоніопропіонату (DMSP) на одному з кроків метаболічного розпаду метантіолу бактеріями та деякими дріжджами.

## Хімічні властивості
Дією окисників може бути перетворений на диметилсульфоксид.

## Застосування
Диметилсульфід використовується як реагент в деяких хімічних реакціях. Наприклад, в реакції Корі-Кіма, яка є зручним методом окиснення первинних та вторинних спиртів в альдегіди та кетони.